# Ludwik, książę Burgundii (1751–1761)
Ludwik de France, właśc. Ludwik Józef Ksawery Franciszek (ur. 13 września 1751, zm. 22 marca 1761) – najstarszy syn Ludwika Ferdynanda de France i jego żony, Marii Józefy Wettyn. 

## Życiorys
Urodził się w Pałacu wersalskim 13 września 1751, i od urodzenia nosił tytuł księcia Burgundii.  Z okazji przyjścia na świat księcia Jean-Philippe Rameau skomponował operę Acante et Céphos. W przeciągu następnych lat urodziło się jeszcze trzech braci Ludwika – wszyscy zostali później królami Francji (jako Ludwik XVI, Ludwik XVIII i Karol X). Książę Burgundii był uważany za najzdolniejszego z rodzeństwa. 

## Śmierć
Od około 1760 roku Ludwik Józef zaczął kuleć. Przypuszczano, że upadł, ale on zaprzeczał. W końcu wyjaśnił, że popchnął go jeden z towarzyszy zabaw, i nie chciał o tym mówić, żeby jego przyjaciel nie miał kłopotów.  W międzyczasie pojawił się ropień w ranie i książę przeszedł bolesną operację, ale jego stan nie uległ poprawie. Ludwik Józef Ksawery Franciszek zmarł po straszliwych cierpieniach 22 marca 1761 w wieku 9 lat, na gruźlice nogi, a do ostatniej chwili był z nim jego młodszy brat, przyszły król Ludwik XVI.